# Mil Mi-18
De Mil Mi-18 is een prototype helikopter, en een aanpassing van de Mil Mi-8. 
Om de Mi-18-prototypes te bouwen werden 2 Mi-8's gebruikt. Deze werden 0,9 m verlengd, kregen een intrekbaar landingsgestel en een schuifdeur aan de stuurboordzijde van de romp. 
De Mi-18's werden getest tijdens de Sovjetinvasie in Afghanistan, en later als statische testframes voor de Mi-8- en Mi-17-piloten.